# Amtosaurus
Amtosaurus (/ˌɑːmt[invalid input: 'ɵ']ˈsɔːrəs/; Kurzanov & Tumanova, 1978) là một chi khủng long được đặt tên dựa trên một mảnh vỡ hộp sọ.